# Млотковська Любов Іванівна
Млотковська Любов Іванівна (уроджена Колосова, по першому чоловікові Острякова (1804 або 1805, Курськ, — 31 жовтня 1866, Київ) — російська і українська актриса. Водевільна акторка, але з успіхом виступала також у драмі, комедії і опері. Гра її відзначалася майстерним перевтіленням, природністю і тонкою розробкою характерів.

## Життєпис
Дебютувала близько 1823. Працювала в театрах відомих російських антрепренерів П. А. Соколова (Воронеж), І. Ф. Штейна (Курськ), свого другого чоловіка Л. Ю. Млотковського (Київ, Харків).
Великий вплив на розвиток таланту Млотковської зробили її багаторічна спільна робота з акторами М. Х. Рибаковим і  К. Т. Солеником, участь у гастрольних виставах  П. С. Мочалова і М. С. Щепкіна.
З емоційним підйомом і разом з тим простотою, природністю грала ролі трагедійного класичного репертуару: Луїза («Підступність і любов»  Шиллера), Корделія і Офелія («Король Лір» і «Гамлет» Шекспіра), Есмеральда (Собор Паризької Богоматері за  В. Гюго) та ін З життєрадісністю, гумором, задушевністю виконувала актриса також ролі молодих селянок у побутовій української комедії — п'єсах  І. П. Котляревського (Наталка — «Наталка Полтавка»),  Г. Ф. Квітки-Основ'яненка (Настя, Уляна — «Бой-жінка», «Сватання на Гончарівці»; першим виконавиця обох ролей) та ін У 1850-66 працювала в Одесі та Києві. Разом з Рибаковим і Солеником М. сприяла утвердженню на провінційній сцені традицій Щепкіна і Мочаловского.
В найрізноманітніших ролях вона уміла перевтілюватись до невпізнання. Кращі ролі Млотковської Л.І. - це  Тетяна, Наталка («Москаль-чарівник», «Наталка Полтавка» Котляревського), Настя («Бой-жінка» Квітки-Основ'яненка), Офелія («Гамлет» Шекспіра), Есмеральда («Собор Паризької богоматері» за Гюго), Луїза («Підступність та кохання» Шіллера).  
Літ.: К л і н ч и н О. П.    Л. І. Млотковська. К., 1958 [бібліогр. с. 183—188].( Українська радянська енциклопедія. Том 9. Стор. 266 - 267)